# Arco dos Argentários
Arco dos Argentários (em latim: Arcus Argentariorum; "Arco dos cambistas"; em italiano:  Arco degli Argentari), por vezes chamado Arco de Sétimo Severo, é um arco que foi parcialmente incorporado no século VII à parede ocidental na igreja vizinha de San Giorgio al Velabro, em Roma, Itália.
É um erro acreditar que trata-se de um arco triunfal. Trata-se, na realidade, de algo bastante diferente, sem curvas, muito mais parecido com uma arquitrave. Sua utilização real é desconhecida, mas o cenário mais provável é de que tratava-se de um portão monumental onde o Vico Jugário entrava no Fórum Boário. A inscrição dedicatória diz que ele foi encomendado não pelo estado ou pelo imperador, mas pelos cambistas (argentários) e comerciantes (negociadores) locais em homenagem a Sétimo Severo e sua família. Antigamente, o topo do arco estava decorado com estátuas da família imperial, há muito perdidas.
Ele foi concluído em 204 e tem 6,15 metros de altura. A passagem entre os dois grossos pilares sobre os quais se assenta um lintel plano tem 3,3 metros de largura. Foi construído de mármore branco, com exceção da base, em travertino. A inscrição dedicatória é emoldurada por dois baixos-relevos representando "Hércules e Gênios". Os painéis que revestem a passagem representam duas cenas sacrificiais — à direita (leste), Sétimo Severo, Júlia Domna e Geta; à esquerda (oeste), Caracala com sua esposa e sogro, Fúlvia Plaucila e Caio Fúlvio Plauciano.
As imagens do irmão, sogro e esposa de Caracala nestes painéis e seus nomes na inscrição dedicatória foram destruídos depois que Caracala assumiu o poder e mandou matá-los todos.
Estas cenas sacrificiais deram origem a um popular — e incorreto — dito popular sobre o arco: "Tra la vacca e il toro, troverai un gran tesoro" ("Entre a vaca e o touro [na passagem] está um grande tesouro"). Por causa disto, caçadores de tesouros perfuraram diversos buracos na estrutura no passado, ainda visíveis.

## Ligação externa
- «Passeggiate Romane» (em italiano). Rome Guide